# Monnaie scripturale
Pour les articles homonymes, voir Monnaie (homonymie).
L'argent en chiffre enregistré dans les banques dans les comptes courants forme ce qu'on appelle la monnaie scripturale. La possession de monnaie par un titulaire de compte est matérialisée par une écriture en compte. Ces écritures longtemps tenues dans des registres sont maintenant gérées par informatique. Ils forment l'essentiel de la masse monétaire, très loin devant les billets et les pièces (environ 90 % de la masse monétaire). Au milieu des années 1970, J. Adenot et Jean-Marie Albertini considèrent que la monnaie scripturale représente, au milieu des années 1970, l'équivalent de 80 % de la masse monétaire dans les pays de l'OCDE et cette proportion peut aller jusqu'à 90 % aux États-Unis. Cette forme de monnaie est beaucoup plus appréciée pour la commodité de paiement qu'elle permet que pour la sécurité des parties dans l'échange.
La monnaie scripturale est créée par les banques commerciales (« les crédits font les dépôts ») ; contrairement aux pièces et billets créés par la banque centrale,. Cette monnaie scripturale circule entre les agents économiques sous forme de virement d'un compte à un autre grâce à des moyens de paiement, comme les cartes de paiement, les virements ou les chèques.

## Histoire

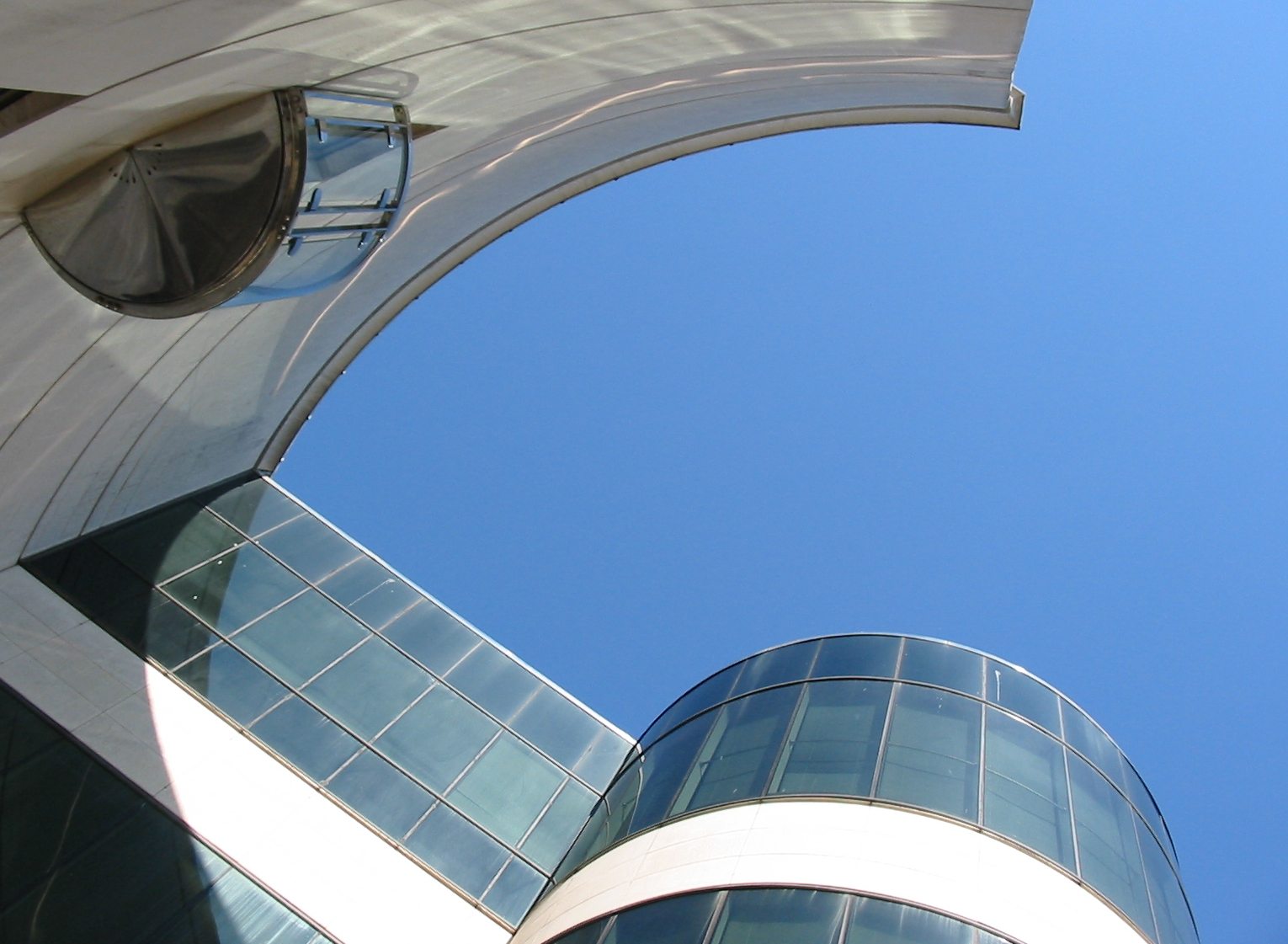
Banque d'Écosse.

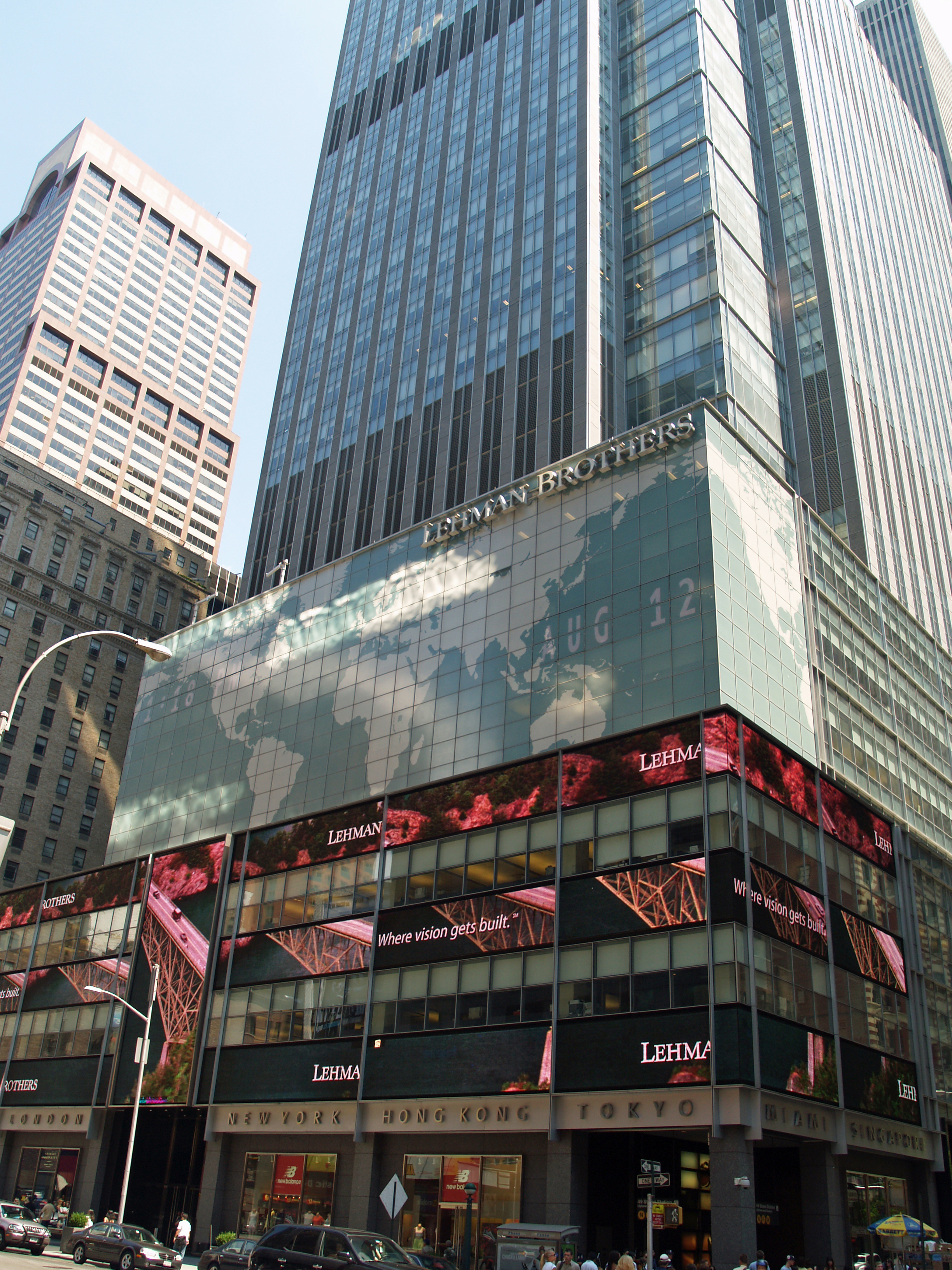
Siège de Lehman Brothers.

Il a fallu une longue attente pour que les agents économiques confient leur monnaie aux banques sous forme de dépôt. Actuellement c'est devenu le principal réservoir de monnaie. La principale raison est la sécurité offerte par les banques pour la conservation de l'épargne liquide et les facilités de paiement offertes par le système bancaire.
Tant que le chèque était payant et n'était pas accepté par l’État pour le paiement des impôts, le développement en fut lent. La possibilité de payer ses impôts par chèque date de Napoléon III qui fixe par les lois de 1865 les règles de son usage. En France, la possession de compte chèque ne s'est généralisée qu'à partir des années 1960. Avant cette époque, la femme française n'a pas le droit d'avoir un compte bancaire. L’emploi du chèque est aujourd’hui très règlementé. Même s’il n’a pas cours légal (il peut être refusé par les commerçants) la loi en a imposé l’usage pour nombre de paiements, ne serait-ce que pour assurer la traçabilité des mouvements de fonds importants. Il est actuellement interdit de transporter plus de 10 000 euros en liquide dans le cadre d'un règlement valable pour l'Europe, ce qui implique des règlements via un compte bancaire pour toutes les grosses transactions.
La généralisation des succursales de banques de dépôts « à chaque coin de rue » qui a profondément bouleversé la physionomie de nos villes et celle du compte chèque ont permis ces législations favorables aux paiements bancaires. 
La carte de crédit qui permet d’assurer un paiement garanti jusqu’à une certaine somme par l’émetteur sans avoir à se préoccuper de la provision du compte en banque  de l’acheteur, malgré son coût pour le vendeur, s’est désormais généralisée et l’emporte sur le chèque  pour la plupart des achats un peu coûteux en boutiques et pour presque tout sur Internet.
Les dispositifs électroniques de virement comme le système Swift  permettent de faire circuler les monnaies à travers le monde à grande vitesse. Instantanéité et ubiquité ont donné un intérêt d’usage inégalable au dépôt bancaire pour les transactions de placement ou d’achat liées à la mondialisation.

### Contreparties
Les banques n'offrent pas leur service monétaire sans contrepartie. Outre que certains moyens de paiement sont le plus souvent payants (virement, cartes bancaires), les dépôts fournissent aux banques l'essentiel des ressources affectées aux prêts. À son tour, le crédit permet de créer de la monnaie, dans la mesure où l’écriture créditée sur le compte de l’emprunteur est acceptée comme base de paiement par les commerçants et d’autres banquiers. Cette acceptation a d’abord été limitée aux réseaux de commerçants intéressés par l’emploi de monnaies scripturales pour des raisons pratiques, puis s’est généralisée par différents dispositifs prudentiels soit privés (la sélection des risques, l’ampleur des réserves en liquidité) soit d’organisation générale, comme l’instauration d'une banque centrale prêteuse de dernier ressort, la règlementation bancaire et la mise en place d'une politique monétaire. 
Contrairement à l'ancienne théorie économique supposant que « les dépôts font les crédits » (défendue jusque dans les années 1970), il est aujourd'hui admis qu'en réalité « les crédits font les dépôts ». C'est-à-dire que les banques commerciales sont responsables de l'essentiel de la création monétaire,.

### Inconvénients
En cas de faillite, les dépôts sont perdus, sous réserve de la garantie donnée par les États. Certains auteurs comme Maurice Allais, prix de Sciences Économiques en mémoire d'Alfred Nobel, ont toujours déploré qu'il ne soit pas possible de faire des dépôts en banque qui ne soient pas utilisables par les banques pour leurs objectifs propres. Ces dernières n'auraient qu'une fonction de dépositaire et de garantie des paiements sur ces purs dépôts. La législation forçant l'utilisation du compte bancaire pour de nombreux paiements, notamment des salaires, les agents économiques sont transformés nolens volens en spéculateurs sans en avoir manifesté le désir. En cas de méfiance vis-à-vis des banques, les déposants peuvent se ruer sur leurs comptes pour les vider et ainsi créer une crise de liquidité qui peut s'avérer fatale. On parle de Bank run. Le cas s'est produit en 2008 lorsque la banque Northern Rock a dû être précipitamment nationalisée par le gouvernement britannique pour éviter une panique plus large.
L’inconvénient systémique du fait de lier dépôt et crédit est le risque d’un afflux de demandes de conversion en billets, appelé crise de liquidité, par opposition à la crise de solvabilité qui qualifie la déconfiture des crédits d’une banque entraînant sa banqueroute « de son fait » et non pas à cause d’une panique générale. Ce risque a conduit les États à accorder des garanties publiques aux dépôts bancaires pour éviter les ruées dévastatrices. Ces garanties ont été récemment élargies et mieux coordonnées entre les États européens pour éviter une concurrence déstabilisatrice basée sur ce seul aspect. 
L'autre inconvénient de la monnaie créée par le crédit est qu'elle est fugace : la monnaie disparaît lorsque le crédit est remboursé. Alors que l’émission de billets par les banques centrales est aujourd'hui permanente. La disparition de la monnaie de crédit suit donc celle du crédit. Un « credit crunch », une déflation brutale de la masse monétaire qui asphyxie les entrepreneurs, se produit quand les restrictions de crédit deviennent trop importantes.

### Avantages[8]
Malgré le fait que la monnaie scripturale a une durée de vie limitée qui ne va pas au delà de celle du crédit, elle a aussi de nombreux avantages. Dans l'échange, pour payer, le débiteur n'a pas besoin de porter de la monnaie fiduciaire (billets et pièces). Ce qui présente un double avantage. D'une part, celui de sécurité. Le débiteur paye sa dette en portant le montant correspondant sur un chèque ou un effet de commerce (lettre de change ou billet à ordre) qui porte le nom du bénéficiaire, (le créancier ou toute autre personne en faveur de qui le paiement sera effectué). D'autre part, la monnaie scripturale à l'avantage de dispenser le débiteur de l'inconvénient de compter manuellement des sommes, généralement volumineuses, de monnaie banque centrale.

### Contrôle de la création monétaire
La capacité des banques commerciales à créer davantage de monnaie scripturale est liée à la possibilité de  réescompter les titres de reconnaissance de dettes (lettres de change ou billets à ordre) qu'elles reçoivent de leurs clients auprès de la banque centrale. En effet, si la banque à besoin de monnaie centrale, elle revend, à son tour, ces documents à la banque d'émission pour améliorer ses liquidités. Cependant, cette opération peut se transformer en un vrai casse-tête si elle est réalisée librement sans aucun contrôle. La banque centrale peut trouver une solution par l'application de lois et règlements en collaboration avec le ministère des finances. L'État peut radicaliser la pratique du réescompte en la limitant à certaines opérations qu'il juge nécessaires à aider (exportations ou certaines activités écologiques menacées par le réchauffement climatique). La multiplication des contraintes à cette pratique pousse, finalement, les détenteurs des titres de reconnaissance de dettes désireux de plus de monnaie fiduciaire à intervenir auprès du marché monétaire.